# 4479 Charlieparker
4479 Charlieparker eller 1985 CP1 är en asteroid i huvudbältet som upptäcktes den 10 februari 1985 av den belgiske astronomen Henri Debehogne vid La Silla-observatoriet. Den är uppkallad efter den amerikanske saxofonisten Charlie Parker.
Asteroiden har en diameter på ungefär 6 kilometer och den tillhör asteroidgruppen Merxia.